# Pose (Fernsehserie)
Pose ist eine US-amerikanische Fernsehserie, die am 3. Juni 2018 auf dem kostenpflichtigen Kabelsender FX ihre Premiere feierte. Die Idee zur Serie stammt von Ryan Murphy, Brad Falchuk und Steven Canals. Murphy und Falchuk kreierten bereits in der Vergangenheit zusammen mehrere Serien, unter anderem Glee und American Horror Story.
Die Serie, die von 1987 bis 1998 spielt, behandelt vor allem das Umfeld der sogenannten Ball Culture, einer Subkultur der LGBT-Gemeinschaft, deren Mitglieder in künstlerischen Wettbewerben gegeneinander antreten. Viele der Hauptfiguren sind dabei wie in der realen Ball Culture auch People of Color und trans.
Am 12. Juli 2018 verlängerte FX die Serie um eine zweite Staffel, die am 11. Juni ihre Premiere feierte. Kurz darauf bestellte der Sender eine dritte Staffel. Am 5. März 2021 gab FX bekannt, dass diese auch die letzte sein wird. Sie umfasst sieben Episoden (wobei die letzte als Doppelfolge zählt) und wurde ab dem 2. Mai ausgestrahlt.
Die erste Staffel von Pose wurde in Deutschland ab dem 31. Januar 2019 bei Netflix ausgestrahlt. Die zweite Staffel war in Deutschland ab dem 30. Oktober 2019 auf Netflix verfügbar, die dritte ab dem 23. September 2021. Die gesamte Serie war bis einschließlich 28. Februar 2022 bei Netflix abrufbar. Da FX zu Disney gehört ist die komplette Serie mit allen drei Staffeln inzwischen auf Disney+ verfügbar. 

## Handlung

### Staffel 1
Blanca Rodriguez, eine trans Frau, ist in der Ballroom Culture in Harlem aktiv. In dieser Subkultur der LGBT-Gemeinschaft treten die als Children bezeichneten Mitglieder verschiedener Gruppen, genannt Houses, bei Wettbewerben gegeneinander an, unter anderem im Tanzen. Diese Wettbewerbe tragen den Namen Ball. Blanca ist Mitglied im House of Abundance von Elektra. Als bei ihr HIV diagnostiziert wird, verlässt sie ihr House, findet ein günstiges Appartement und gründet dort das House of Evangelista, das nach dem Mannequin Linda Evangelista benannt ist. Zudem fängt Blanca an, sich politisch zu engagieren, indem sie gegen eine populäre Schwulenbar protestiert, in der ihr wegen ihrer Geschlechtsidentität der Einlass verwehrt wird. Zudem begegnet sie auf der Beerdigung ihrer Mutter zum ersten Mal seit ihrer Transition ihrer Familie, die unterschiedlich auf ihre Anwesenheit reagiert.
Evangelista bekommt nach und nach immer mehr Mitglieder. Eines dieser Mitglieder ist der junge Damon, ein begnadeter Balletttänzer, der von seinen Eltern wegen seiner Homosexualität verstoßen wurde. Er trifft auf einen Tänzer namens Ricky, mit dem er eine Beziehung anfängt. Weil die beiden nicht immer verhüten, hat Damon während einer Fiebererkrankung Angst, an AIDS erkrankt zu sein, was aber nicht der Fall ist. Obwohl Damon und Ricky begehrte Tournee-Plätze als Backgroundtänzer erhalten, geht nur Ricky mit, da sich Damon auf sein Studium konzentrieren will und Ricky nicht überreden kann, zu bleiben.
Ein weiteres Mitglied ist die aus Puerto Rico stammende Angel, ebenfalls eine trans Frau, die als Prostituierte tätig ist. Sie fängt eine Affäre mit Stan Bowes an, einem verheirateten Familienvater, der im Trump Tower für den arroganten Matt Bromley arbeitet. Dieser weiß von Stans Liaison, die er dessen Ehefrau Patty verrät, als Stan zu seinem Ärger befördert wird. Nachdem Patty mit Angel ein Gespräch führt, verlässt sie Stan, da sie ihn für homosexuell hält. Daraufhin prügelt sich Stan mit Matt und fängt eine feste Beziehung mit Angel an. Sie ist enttäuscht, weil er sich von ihr trennt, da ihm die Ballroom Culture nicht behagt, und weist ihn ab, als er sie um Verzeihung bittet.
Pray Tell, der Veranstalter der Wettbewerbe, ist mit Costas zusammen, der bald an seiner AIDS-Erkrankung sterben wird. Als Pray positiv auf die Krankheit getestet wird, verschweigt er dies zunächst, vertraut sich dann aber der ebenfalls erkrankten Blanca an. Schließlich veranstaltet Pray für andere AIDS-Patienten in einem Krankenhaus eine Revue und kann den Tod seines Liebhabers Costas nur schwer verkraften.
Elektra Abundance, die Mother, also Leiterin, von Abundance und Blancas Rivalin, möchte sich einer geschlechtsangleichenden Operation unterziehen. Ihr wohlhabender Lebensgefährte Dick Ford weigert sich, dafür aufzukommen, weswegen sie schließlich Geld entwendet. Trotz Dicks Protesten lässt Elektra sich operieren, worauf er sie verlässt und sie auch keinen anderen Lebensgefährten findet, der für sie aufkommen könnte. Daraufhin verliert sie ihre Wohnung und Einnahmequelle. Eines Tages trifft sie auf Blanca, die ihr trotz ihrer Rivalität aus ihrer Notsituation hilft, auch deshalb, weil Elektra einst als ihre Mentorin fungierte. Mit Elektras Hilfe erhält Evangelista auf dem letzten Ball des Jahres mehrere Trophäen, Blanca wird Mother of the Year.
Candy und Lulu, Mitglieder von Abundance, wollen sich nach vielen Jahren von Elektra lossagen und gründen zusammen mit Lulu, einem weiteren Mitglied, ihr eigenes House of Ferocity (dt. Haus der Wildheit). Allerdings erleben sie eine Schmach, als Elektra mehrere ihrer Mitglieder zu Evangelista holt und sie schließlich dem House auf dem wichtigsten Ball des Jahres unterlegen.

### Staffel 2
1990 werden mehrere Hauptfiguren wegen der AIDS-Pandemie, die immer mehr Tote fordert, Aktivisten bei Act Up, mit Ausnahme von Elektra, was der erkrankte Pray ihr übel nimmt. Die Krankenschwester Judy Kubrak besorgt Blanca das Medikament Zidovudin, welches Pray zunächst nicht einnehmen möchte und sich stattdessen ein Hausmittel mischt, das aber keine Wirkung zeigt.
Mehrere Charaktere nehmen neue Berufe auf, so eröffnet Blanca ein eigenes Nagelstudio, allerdings droht ihre Vermieterin Frederica Norman, die Blancas Geschlechtsidentität nicht akzeptiert, stets damit, den Laden schließen zu lassen. Angel wird ein erfolgreiches Model, wobei es bei einem Fotoshooting zu einer für sie sehr unangenehmen Situation mit einem Fotografen kommt, während Elektra ihre Berufung als Domina entdeckt und damit gutes Geld verdient, aber ebenfalls Probleme bekommt.
Während Elektra das neue House of Wintour gründet, dem die Evangelista-Mitglieder Cubby und Lemar sofort beitreten, gibt es in Blancas House weitere Veränderungen. Angel verliebt sich in Lil' Papi und verstößt gegen Blancas Regeln, indem sie anfängt, Drogen zu konsumieren. Damon trennt sich von Ricky, da dieser ihn betrogen hat, worauf Ricky Wintour beitritt, was er später bereut. Während Damon eine Karriere als international erfolgreicher Tänzer in Aussicht gestellt wird, findet Ricky zu Pray. Schließlich muss Blanca Damon, Angel und Lil' Papi, die sich beruflich und privat weiterentwickeln möchten, schweren Herzens gehen lassen.
Nachdem sich Candy auf einem Ball bei Pray wieder einmal über ihre Punktzahl beklagt, wird sie wenig später in einem Hotel ermordet aufgefunden. Bei ihrer Beerdigung erscheint sie mehreren Personen als Geist und erhält so Entschuldigungen von Pray sowie ihren Eltern, die ihre Geschlechtsidentität zu Lebzeiten nicht akzeptierten. Nach einem Strandausflug, auf dem Blanca ihre erste Beziehung seit Jahren eingeht, ist Elektra traurig, da ihr Candy nicht erschienen ist, was aber kurz danach eintritt und sie sich schließlich ebenfalls vertragen.
Schließlich verschlechtern sich Blancas Symptome, allerdings geht es ihr besser, nachdem Frederica wegen Brandstiftung am Nagelstudio verhaftet wurde und ihr Damon, der in Paris nun selbst Mentor ist, ihr einen Besuch abstattet. Lil Papi hilft Angel, die kurzzeitig entlassen wurde, da sie trans ist, wieder Aufträge zu bekommen, worauf sie ihm einen Heiratsantrag macht, den er annimmt. Pray zeigt erstmals sein Können auf einem Ball, während Elektra Mutter des Jahres wird. Nach dem Ball trifft Blanca auf zwei junge Obdachlose, die die ersten beiden Mitglieder des neu gegründeten House of Evangelista werden.

### Staffel 3
1994 gründet Lemar sein eigenes House of Khan, zudem findet er im Gegensatz zu anderen Mitgliedern Gefallen an den neuen Preisgeldern bei den Wettbewerben, während Elektra und Ricky wieder Mitglieder bei Evangelista sind. Zu Lemars Ärger ist Evangelista erneut häufig bei den Balls siegreich, als er deswegen Pray nach einem Wettkampf beleidigt, reagiert dieser mit einem Faustschlag.
Blanca beschließt, eine Ausbildung zur Krankenschwester zu absolvieren, wobei sie von ihrem Freund Christopher unterstützt wird. Bei ihrer Arbeit als Schwesternhelferin kümmert sie sich um den AIDS-kranken Cubby, der nicht mehr lange zu leben hat, den sie mit seiner Mutter versöhnt und bei seinen letzten Momenten zusammen mit den anderen an seiner Seite bleibt, während er im Sterben liegt. Dagegen versäumt es Lemar, seinen Freund zu besuchen, regiert aber, als er seine Leiche sieht, dennoch aufgelöst. Auch andere Mitglieder haben mit gesundheitlichen Problemen zu kämpfen: Pray leidet zunehmend an den Begleiterscheinungen seiner AIDS-Erkrankung und ist daher wie Damon auch alkoholabhängig, während Angel und Lulu Drogen konsumieren.
Seine Freunde versuchen Pray, der nicht mehr Balls organisieren will, da er aufgrund seines schlechten Gesundheitszustands verzweifelt ist, per Intervention bei seinem Alkoholproblem zu helfen, allerdings macht er erst einen Entzug, nachdem er Ricky im Streit verletzt und den Suizid eines seiner Kollegen vom Organisationskomitee verhindert. Auch Angel und Lulu versuchen, von ihrer Sucht loszukommen, während Angel durch Lil' Papis verständnisvolle Art dazu ermutigt wird, erreicht Elektra mit ihrer Strenge bei Lulu allerdings eher das Gegenteil, jedoch schafft es Angel schließlich durch die Hilfe der Anonymen Alkoholiker, den Drogen abzuschwören.
Als bei Pray ein unheilbares Lymphom diagnostiziert wird, beschließt er, seine Familie in seiner alten Heimatstadt zu besuchen, die er seit vielen Jahren nicht mehr gesehen hat. Nach einigen Gesprächen wird er schließlich von seiner Mutter sowie seinen Tanten akzeptiert, die ein Problem mit seiner Homosexualität hatten. Auch andere Hauptfiguren treffen sich mit Familienmitgliedern: So begegnet Blanca Christophers Eltern, die sich ihr gegenüber ablehnend verhalten, während Lil' Papi erfährt, dass er zusammen mit einer verstorbenen Ex-Freundin einen Sohn hatte. Er kümmert sich sofort um den kleinen Beto, was Angel zunächst missfällt, allerdings ändert sie nach einem Treffen mit ihrem Vater Carlos, der sie nie als Frau akzeptierte, ihre Meinung über den Jungen.
Nachdem sie ihre Familienverhältnisse neu geordnet haben, heiraten Angel und Lil' Papi, wobei die Hochzeit von Elektra finanziert wird, die dank ihrer Kooperation mit der Mafia nun erfolgreiche Geschäftsfrau ist und über sehr viel Geld verfügt, sie spendiert Blanca, Elektra und Lulu zudem Wellness-Aufenthalte und teure Kleider. Nach der Hochzeit bewerben sich Blanca und Prey für eine Studie, bei der AIDS-Patienten ein Medikamentencocktail verabreicht wird, werden aber wie viele andere nicht-weiße Personen auch abgelehnt. Zusammen mit Act-Up-Aktivisten protestieren sie dagegen, weswegen sie schließlich Studienteilnehmer werden, wodurch es ihnen bald besser geht. Allerdings überlässt Pray Ricky, der unter einem Kaposi-Sarkom leidet, seine Medizin, weswegen er nach einem Ball verstirbt. Einige Jahre nach seinem Ableben arbeitet Blanca als Krankenschwester und übergibt die Leitung von Evangelista an Ricky.

## Besetzung und Synchronisation
Eigentlich sollte die Rolle der Tanzlehrerin Helena St. Rogers mit Tatiana Maslany besetzt werden. Sie verließ allerdings die Serie, da die Figur in eine 50 Jahre alte Afroamerikanerin umgeschrieben wurde. Für diese Rolle wurde schließlich Charlayne Woodard verpflichtet.
Sich selbst verkörpern in der Serie in Nebenrollen Jose Gutierez Xtravaganza und Sol Pendavis Williams. Beide gründeten das House of Xtravaganza beziehungsweise das House of Pendavis. Ersterer ist zudem in der Ballroom-Szene vor allem durch seinen Auftritt in dem Musikvideo Vogue von Madonna bekannt. Er war auch Tänzer auf Madonnas Blond Ambition Tour und in den Dokumentationen In Bed with Madonna und Strike a Pose zu sehen.
Die deutsche Synchronisation entstand nach Dialogbüchern von Oliver Feld, Martina Marx und Patrick Baehr unter der Dialogregie von Feld und Martina Treger durch die Synchronfirma Arena Synchron GmbH in Berlin.

### Hauptrollen

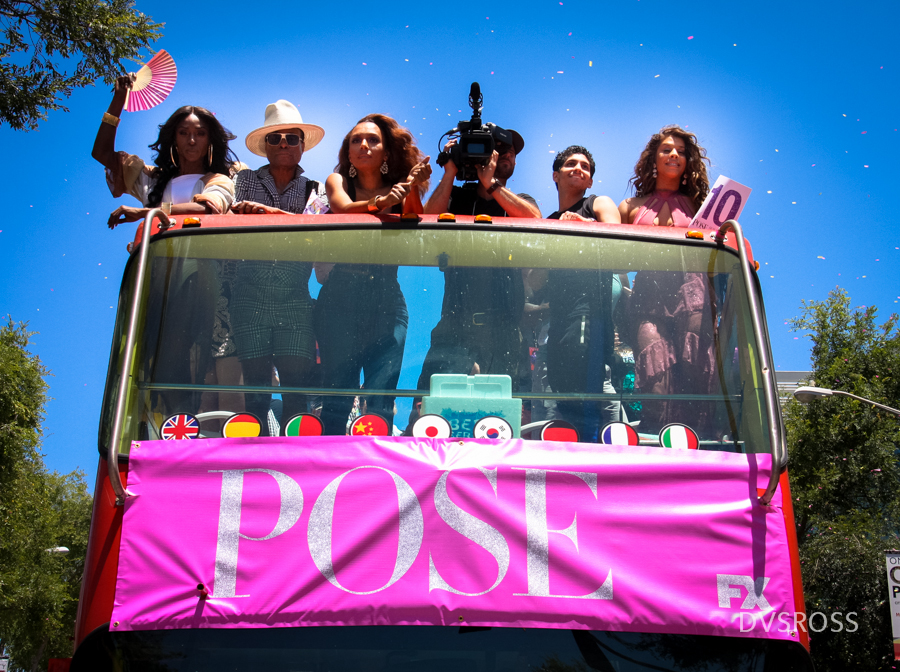
Einige der Hauptdarsteller von Pose bei der Los Angeles Pride Parade (2018)

| Rolle                                   | Schauspieler         | Hauptrolle | Nebenrolle | Synchronsprecher   |
| --------------------------------------- | -------------------- | ---------- | ---------- | ------------------ |
| Blanca Rodriguez-Evangelista            | MJ Rodriguez         | 1.01–3.08  |            | Julia Kaufmann     |
| Elektra Evangelista                     | Dominique Jackson    | 1.01–3.08  |            | Martina Treger     |
| Prayerful „Pray“ Tell                   | Billy Porter         | 1.01–3.08  |            | Florian Halm       |
| Angel Vasquez-Evangelista               | Indya Moore          | 1.01–3.08  |            | Rubina Nath        |
| Damon Richards-Evangelista              | Ryan Jamaal Swain    | 1.01–3.01  |            | Patrick Baehr      |
| Helena St. Rogers                       | Charlayne Woodard    | 1.01–2.08  |            | Sabina Trooger     |
| Lulu Evangelista                        | Hailie Sahar         | 1.01–3.08  |            | Manja Döring       |
| Candy Johnson-Ferocity                  | Angelica Ross        | 1.01–2.04  | 2.06–3.06  | Anja Stadlober     |
| Esteban „Lil Papi“ Martinez-Evangelista | Angel Bismark Curiel | 1.01–3.08  |            | Sebastian Fitzner  |
| Ricky Evangelista                       | Dyllón Burnside      | 1.02–3.08  |            | Amadeus Strobl     |
| Judy Kubrak                             | Sandra Bernhard      | 2.01–3.08  | 1.06       | Traudel Sperber    |
| Lemar Khan                              | Jason A. Rodriguez   | 3.01–3.08  | 1.01–2.10  | Alexander Gaida    |
| Stan Bowes                              | Evan Peters          | 1.01–1.08  |            | Jan Rohrbach       |
| Patty Bowes                             | Kate Mara            | 1.01–1.08  |            | Maria Koschny      |
| Matt Bromley                            | James Van Der Beek   | 1.01–1.06  |            | Gerrit Schmidt-Foß |

### Nebenrollen
| Rolle              | Schauspieler              | Nebenrolle       | Synchronsprecher                                          |
| ------------------ | ------------------------- | ---------------- | --------------------------------------------------------- |
| Cubby Wintour      | Jeremy McClain            | 1.01–3.06        | Michael Kargus                                            |
| Aphrodite Ferocity | Alexia Garcia             | 1.04–3.06        | Katrin Zimmermann                                         |
| Veronica Ferocity  | Bianca Castro             | 1.06–3.06        | Nurcan Özdemir (Staffel 1–2) Christin Quander (Staffel 3) |
| Amanda Bowes       | Samantha Grace Blumm      | 1.01, 1.03, 1.05 | Sasha Leonie Schulz                                       |
| er selbst          | Jose Gutierez Xtravaganza | 1.01–3.03        |                                                           |
| Costas Perez       | Johnny Sibilly            | 1.03, 1.06, 2.06 | Dirk Petrick                                              |
| er selbst          | Jack Mizrahi              | 1.05–3.07        | Tim Sander                                                |
| Florida Ferocity   | Leiomy Maldonado          | 1.08–3.07        |                                                           |
| Richter            | Sol Pendavis Williams     | 1.02, 1.08       | Dennis Sandmann                                           |
| Frederica Norman   | Patti LuPone              | 2.02–2.10        |                                                           |
| Jazmine Wintour    | Damaris Lewis             | 2.02–2.10        |                                                           |
| Silhouette Wintour | Brielle „Tati“ Rheames    | 2.02–2.10        |                                                           |
| Shadow Wintour     | Dashaun Wesley            | 2.02–3.02        |                                                           |
| Wanda              | Danielle Cooper           | 2.01, 2.04, 2.07 |                                                           |
| Eileen Ford        | Trudie Styler             | 2.01–2.10        |                                                           |
| Manhattan          | André Ward                | 2.04–3.07        | Robert Glatzeder                                          |
| Castle             | J. Cameron Barnet         | 2.04–3.07        |                                                           |
| Chi Chi            | Patricia Black            | 2.02–3.05        |                                                           |
| Christopher        | Jeremy Pope               | 3.01–3.08        | Florian Clyde                                             |

## Episodenliste

### Staffel 1
| Nr. (ges.) | Nr. (St.) | Deutscher Titel     | Originaltitel        | Erstausstrahlung USA | Deutschsprachige Erstausstrahlung (D/A/CH) | Regie                 | Drehbuch                                   |
| --- | --------- | ------------------- | -------------------- | -------------------- | ------------------------------------------ | --------------------- | ------------------------------------------ |
| 1 | 1         | Um jeden Preis      | Pilot                | 3. Juni 2018         | 31. Jan. 2019                              | Ryan Murphy           | Ryan Murphy & Brad Falchuk & Steven Canals |
| Die Abundance-Mitglieder brechen in ein Museum ein und lassen mehrere antike, edle Kleider mitgehen, durch die sie bei einem Ball einen großen Erfolg feiern können, wenig später werden sie verhaftet. Als Blanca kurz danach erfährt, dass sie HIV-positiv ist, verlässt sie Abundance und gründet ein eigenes House, das sie Evangelista nennt. In einem Park trifft sie auf Damon, der vor Drogenabhängigen tanzt. Als sie ihn fragt, warum er mit seinem Können lediglich auf der Straße tanzt, antwortet er, dass ihn seine Eltern nach seinem Coming-out des Hauses verwiesen haben. Blanca bietet ihm deshalb an, Mitglied von Evangelista zu werden, was er nach einigem Zögern annimmt. Derweil wird Angel bei ihrer Arbeit im Hafen von Stan Bowles abgeholt, der verheiratet ist und sie mit in ein Hotel nimmt. Die beiden küssen sich, haben allerdings keinen Sex, sondern unterhalten sich nur über ihren Alltag. Bei einem Ball tritt Abundance gegen Evangelista an, den ersteres House für sich entscheiden kann. Damon geht zu einem Vorsprechen der The New School und erhält einen Studienplatz. |           |                     |                      |                      |                                            |                       |                                            |
| 2 | 2         | Zutritt             | Access               | 10. Juni 2018        | 31. Jan. 2019                              | Ryan Murphy           | Ryan Murphy & Brad Falchuk & Steven Canals |
| Blanca wird der Eintritt in eine beliebte Homosexuellen-Bar untersagt, da sie trans ist. Deswegen veranstaltet sie aus Protest vor dem Eingang ein Sit-in gegen Transphobie. Dies wiederholt sie mehrere Tage lang, obwohl der Barbetreiber sie verhaften lässt. Währenddessen bittet Stan seinen Vorgesetzten Matt Bromley um eine Gehaltserhöhung, damit er Angel ein eigenes Appartement finanzieren kann. Damon trifft auf Ricky, ebenfalls ein Tänzer, von dem er angetan ist. Allerdings ist er sich unsicher, ob er mit ihm eine Beziehung eingehen soll, da er für gleichgeschlechtlichen Sex noch nicht bereit ist. Blanca redet ihm gut zu und bittet ihn inständig, Safer Sex zu praktizieren. Damon verpasst seine erste Verabredung mit Ricky, da er zum Ballett geht, die beiden versöhnen sich recht schnell wieder und gehen anschließend gemeinsam tanzen. |           |                     |                      |                      |                                            |                       |                                            |
| 3 | 3         | Geben und nehmen    | Giving and Receiving | 17. Juni 2018        | 31. Jan. 2019                              | Nelson Cragg          | Janet Mock & Our Lady J                    |
| Pray besucht seinen Liebhaber Costas, der schwer von seiner AIDS-Erkrankung gezeichnet ist und bald sterben wird. Elektra bringt ihre beiden Mitglieder Lulu und Candy dazu, Geld aus einem Spendentopf der Heilsarmee zu stehlen, da ihr die finanziellen Mittel für eine geschlechtsangleichende Operation fehlen. Stan besucht Angel in ihrer neuen Wohnung, sie nimmt ihm das Versprechen ab, an Weihnachten eine Stunde lang mit ihr zu verbringen. An besagtem Tag besucht Matt Stans Ehefrau Patty, als sie alleine zu Hause ist. Er bringt Geschenke mit und versucht, sie zu verführen. Als sie auf seine Avancen nicht eingeht, ist er verärgert und deutet an, dass ihr Ehemann eine Geliebte hat. Da Patty Stan zur Rede stellt, als er nach Hause kommt, kann er sein Versprechen an Angel nicht einhalten. Deshalb geht Angel wieder zu ihrem House, weil Blanca und Angel den Truthahn versehentlich anbrennen lassen, feiern die Mitglieder zusammen mit Pray Weihnachten in einem chinesischen Restaurant.                                                                                            |           |                     |                      |                      |                                            |                       |                                            |
| 4 | 4         | Fieber              | The Fever            | 24. Juni 2018        | 31. Jan. 2019                              | Gwyneth Horder-Payton | Janet Mock                                 |
| Damon fiebert stark, als er Blanca gesteht, dass er und Ricky nicht immer ein Kondom benutzen, befürchtet sie, dass Damon sich ebenfalls mit HIV angesteckt haben könnte. Deswegen geht Pray zusammen mit Damon, Ricky und Lil' Papi zum Arzt, um sich testen zu lassen. Lediglich Prays Ergebnis ist positiv, was er zunächst für sich behält, später vertraut er sich der ebenfalls erkrankten Blanca an. Candy wird aufgrund ihrer Figur bei einem Ball beleidigt, weswegen sie sich billiges Silikon besorgt, diese Injektionen sind aufgrund der minderen Qualität allerdings sehr schmerzhaft und wirken sich negativ auf ihre Gesundheit aus. Angel denkt nach einer unbedachten Bemerkung von Stan über eine Schönheitsoperation nach, entscheidet sich aber dagegen. Elektra unterzieht sich der geschlechtsangleichenden Operation, obwohl ihr vermögender Lebensgefährte Dick Ford dagegen ist. |           |                     |                      |                      |                                            |                       |                                            |
| 5 | 5         | Muttertag           | Mother's Day         | 1. Juli 2018         | 31. Jan. 2019                              | Silas Howard          | Steven Canals                              |
| In einer Rückblende tritt Blanca auf ihrem ersten Ball auf, wobei sie die Anwesenden nicht überzeugt, Elektra nimmt sie dennoch im House of Abundance auf. In der Gegenwart erfährt sie, dass ihre Mutter gestorben ist und geht auf ihre Beerdigung, was den meisten Familienmitgliedern missfällt. Bei der Totenwache erzählt ihr ihre Schwester Carmen, dass ihre Mutter zwar mit ihrer Transgeschlechtlichkeit nicht wirklich klargekommen ist, allerdings hat sie, was Blanca nicht wusste, ihre Tochter immer noch geliebt. Carmen überreicht ihrer Schwester daraufhin ein Kochbuch mit Familienrezepten, die beiden versöhnen sich nach langer Zeit. Später besucht Blanca Elektra im Krankenhaus. In der Zwischenzeit wird Stan befördert. Matt ist hierüber so erbost, dass er Patty von Stans Verbindung mit Angel erzählt und ihr verrät, wo sie diese finden kann. Patty geht daraufhin zu Evangelista, Lil' Papi bringt sie zu einem Ball, dort kommt es zu einer Konfrontation zwischen den beiden Frauen.                                                                                              |           |                     |                      |                      |                                            |                       |                                            |
| 6 | 6         | Love is the Message | Love Is the Message  | 8. Juli 2018         | 31. Jan. 2019                              | Janet Mock            | Ryan Murphy & Janet Mock                   |
| Patty und Angel führen in einem Diner ein langes Gespräch, als Patty merkt, dass Angel eine trans Frau ist, reagiert sie schockiert und geht mit Stan zu einer Paartherapie. Nach der Sitzung sagt sie Stan, dass sie ein wenig Zeit für sich brauche, und wirft ihn aus ihrem gemeinsamen Haus. Daraufhin sucht er Matt in dessen Büro auf und prügelt sich mit ihm, wobei er Matt klar unterlegen ist. Im örtlichen Krankenhaus veranstaltet Pray für die AIDS-Patienten eine Revue, kurz darauf stirbt Costas an den Folgen seiner Krankheit. Pray ist zunächst äußerst wütend, dann voller Trauer, weswegen er von Blanca und den restlichen Evangelista-Mitgliedern getröstet wird. |           |                     |                      |                      |                                            |                       |                                            |
| 7 | 7         | Auf der Straße      | Pink Slip            | 15. Juli 2018        | 31. Jan. 2019                              | Tina Mabry            | Steven Canals & Our Lady J                 |
| Stan und Angel sind nun ein Paar, als er sie zu einem Ball begleitet, ist er von der Atmosphäre vollkommen überwältigt und trennt sich von ihr, weil er merkt, dass ihr Umfeld nicht zu ihm passt. Elektra wird wegen ihrer Operation ebenfalls von Dick verlassen, auch andere Männer wollen nichts von ihr wissen, weshalb ihre Wohnung zwangsgeräumt wird, sie auf Parkbänken schlafen muss und ihr Geld als Stripperin in billigen Clubs verdient. Lulu und Candy möchten nicht länger in Elektras Schatten stehen und gründen deshalb ihr eigenes House of Ferocity. Als Blanca herausfindet, dass Lil' Papi Drogen verkauft, entzieht sie ihm die Mitgliedschaft, weswegen er Ferocity beitritt. Beide Houses bereiten sich auf den wichtigen Princess Ball vor, Lil' Papi trifft vorher auf Blanca und gibt sich ihr gegenüber sehr siegessicher. |           |                     |                      |                      |                                            |                       |                                            |
| 8 | 8         | Mutter des Jahres   | Mother of the Year   | 22. Juli 2018        | 31. Jan. 2019                              | Gwyneth Horder-Payton | Ryan Murphy & Brad Falchuk & Steven Canals |
| Blanca hilft Elektra trotz ihrer Rivalität, indem sie eine Arbeit in einem luxuriösen Restaurant verschafft und anbietet, Mitglied bei Evangelista zu werden, weswegen sie sich vertragen. Damon und Ricky gewinnen bei einem Vorsprechen zwei begehrte Plätze in der Tanz-Entourage des Sängers Al B. Sure!, allerdings entscheidet sich Damon, doch nicht mit auf dessen Tour zu gehen, um sich auf sein Studium zu fokussieren, Ricky kann er nicht umstimmen. Blanca bittet Angel, nach ihrem Tod ihre Stelle als Mother einzunehmen, was diese fassungslos annimmt. Kurz vor dem Princess Ball sucht Stan Angel auf und bittet sie inständig, ihm zu vergeben, was sie ablehnt. Elektra gelingt es, Cubby und Lemar, zwei Ferocity-Mitglieder, anzuwerben, auch Lil' Papi kehrt zu seinem alten House zurück. Beim Ball gewinnt Evangelista gegen Ferocity, Blanca wird zur „Mutter des Jahres“ gekürt. |           |                     |                      |                      |                                            |                       |                                            |

### Staffel 2
| Nr. (ges.) | Nr. (St.) | Deutscher Titel                  | Originaltitel                    | Erstausstrahlung USA | Deutschsprachige Erstausstrahlung (D/A/CH) | Regie                 | Drehbuch                                   |
| --- | --------- | -------------------------------- | -------------------------------- | -------------------- | ------------------------------------------ | --------------------- | ------------------------------------------ |
| 9 | 1         | Act Up!                          | Acting Up                        | 11. Juni 2019        | 30. Okt. 2019                              | Gwyneth Horder-Payton | Ryan Murphy & Brad Falchuk & Steven Canals |
| Im Jahr 1990 wird der in der Ballroom Culture sehr verbreitete Tanz Vogue aufgrund des Lieds von Madonna auch in der breiten Masse bekannt. Während einige Mitglieder der Subkultur dies positiv sehen, sind andere deswegen eher frustriert. Blanca erfährt bei einem Arztbesuch, dass ihre Anzahl an T-Lymphozyten auf 200 gesunken ist, was bedeutet, dass sie nicht mehr HIV-positiv, sondern nun an AIDS erkrankt ist. Die Krankenschwester Judy Kubrak besorgt ihr das neuartige Medikament Zidovudin und überredet Pray, mit ihr zu einem Act-Up-Meeting zu gehen. Daraufhin nehmen Judy, Pray, Blanca und die meisten Mitglieder von Evangelista an einem Protest der Organisation vor der St. Patrick’s Cathedral teil, der sich gegen den Bischof John Joseph O’Connor richtet, da dieser Safer Sex, Abtreibungen und Homosexualität ablehnt. Sie werden schließlich wegen Zivilen Ungehorsams verhaftet. Pray macht Elektra schwere Vorwürfe, da sie nie an Protesten teilnimmt, und wirft ihr vor, nur wegen der Trophäen Teil der Ball-Gemeinschaft zu sein. Kurze Zeit darauf nimmt Angel an einem Model-Wettbewerb teil, der von Ford Models veranstaltet wird. Sie kommt unter die letzten Zehn, allerdings macht der Fotograf Andre Taglioni von ihr freizügige Aufnahmen für den Privatgebrauch, um seinen eigenen Fetisch zu befriedigen. Daraufhin verprügeln Blanca und Lil' Papi den Mann und nehmen die Fotos an sich. |           |                                  |                                  |                      |                                            |                       |                                            |
| 10 | 2         | Wertvoll                         | Worth It                         | 18. Juni 2019        | 30. Okt. 2019                              | Gwyneth Horder-Payton | Janet Mock                                 |
| Elektra schlägt einen neuen Karriereweg als Domina ein. Ihre neue Tätigkeit baut sie derart auf, dass sie das House of Ferocity, dem sie zwischenzeitlich beigetreten war, verlässt und ihr eigenes House of Wintour gründet, dass nach der Vogue-Chefredakteurin Anna Wintour benannt ist. Cubby und Lemar, die bereits vorher Mitglied bei Abundance waren, treten Wintour sofort bei und verlassen Evangelista. Unterdessen mietet Blanca bei der etwas zwielichtigen Immobilienmaklerin Frederica Norman eine Räumlichkeit, da sie ein Nagelstudio eröffnen möchte. Frederica will ihr kündigen, als sie erfährt, dass Blanca eine trans Frau ist, diese kann sie aber durch eine Hausbesetzung davon abbringen. Derweil kommen Gerüchte auf, wonach Damon von Ricky betrogen wurde, weswegen sich die beiden trennen, Ricky Evangelista verlässt und Wintour beitritt. |           |                                  |                                  |                      |                                            |                       |                                            |
| 11 | 3         | Verpuppung                       | Butterfly/Cocoon                 | 2. Juli 2019         | 30. Okt. 2019                              | Janet Mock            | Our Lady J                                 |
| Elektra empfängt Paul, einen Kunden, den sie in ihren Dungeon führt. Sie lässt ihn kurz alleine, als sie zurückkommt, ist er in der Zwischenzeit gestorben. Sie gerät in Panik und bittet zunächst Blanca um Hilfe, allerdings überdenkt sie dies und wendet sich stattdessen an Candy. Sie bittet sie, mit ihr zur Polizei zu gehen. Candy macht ihr klar, dass sie, auch wenn sie an Pauls Tod keinerlei Schuld trägt, aufgrund ihrer Transgeschlechtlichkeit und Tätigkeit als Domina von der Polizei wahrscheinlich dennoch verhaftet werden würde. Deswegen wollen sie die Leiche verstecken. Sie wenden sich an die kriminelle trans Frau Euphoria, die ihnen eine Expertin zur Leichenbeseitigung empfiehlt. Bei dieser handelt es sich um Miss Orlando, die Candy in der ersten Staffel minderwertiges Silikon gespritzt hatte. Miss Orlando ist über das Wiedersehen zwar nicht erfreut, hilft ihnen aber dennoch. Sie mumifiziert die Leiche, Elektra und Candy legen sie in eine Truhe und verstauen diese in einem Schrank in Elektras Wohnung. Unterdessen fangen Angel und Lil' Papi miteinander eine Beziehung ein. Angel muss ihre erste Verabredung absagen, da sie spontan zu einem Fotoshooting gerufen wird. Am Ende der Folge wird sie das neue Gesicht der Kosmetikmarke Wet'n'Wild. |           |                                  |                                  |                      |                                            |                       |                                            |
| 12 | 4         | Never Knew Love Like This Before | Never Knew Love Like This Before | 9. Juli 2019         | 30. Okt. 2019                              | Ryan Murphy           | Ryan Murphy & Janet Mock                   |
| Auf einem Ball beleidigt Pray Candy, was dazu führt, dass sie wie gewöhnlich eine niedrige Punktzahl erhält. Als sie ihn danach in einem Diner bittet, eine Lipsync-Kategorie einzuführen, lehnt er ab, weswegen sie ihn mit einem Messer bedroht und wütend geht. Kurze Zeit später erhält Blanca einen Anruf: Candy wurde während ihrer Tätigkeit als Prostituierte in einem Motel ermordet. Im Beerdigungsinstitut sind Blanca, Elektra und Angel über die Schminke und Kleiderwahl der Leiche entsetzt, weswegen sie sie selbst herrichten. Der Leiter des Instituts erzählt ihnen, dass Candy viele Begräbnisse von AIDS-Patienten besuchte, weswegen er nichts für ihre Einbalsamierung berechnet. Auf der Beerdigung hält Pray die Trauerrede und bezeichnet Candy sowohl als Miststück als auch als Schwester. Er sagt auch, dass er ihr gerne eine Trophäe überreicht hätte, und ruft die Trauergäste auf, gegen Transphobie vorzugehen. Danach erscheint Candy als Vision vor ihm, er gesteht ihr, sie schlecht behandelt zu haben, da er auf ihre selbstbewusste Persönlichkeit neidisch war. Sie vergibt ihm und erscheint weiteren Gästen: Sie ermutigt Angel, ihre Modelkarriere weiter zu verfolgen, schwelgt mit Lulu in Erinnerungen an ihre gemeinsame Zeit und versöhnt sich mit ihren Eltern, die ihre trans Identität nie wirklich akzeptiert haben. Pray Tell verkündet, dass es beim Ball die neue Kategorie Candy’s Sweet Refrain geben wird, in einer Fantasie-Sequenz singt Candy einen Lipsync zu Never Knew Love Like This Before von Stephanie Mills und erhält eine sehr hohe Punktzahl sowie eine Trophäe. Am Ende der Episode nimmt Pray seine erste Zidovudin-Tablette, was er vorher nicht tun wollte und stattdessen auf ein Hausmittel mit Butter vertraute. |           |                                  |                                  |                      |                                            |                       |                                            |
| 13 | 5         | Was würde Candy tun?             | What Would Candy Do?             | 16. Juli 2019        | 30. Okt. 2019                              | Tina Mabry            | Steven Canals                              |
| Ricky und Damon gehen beide zum selben Vorsprechen für Background-Tänzer auf Madonnas Blond Ambition Tour. Da Elektra denkt, dass sie sich durch Rickys Teilnahme an der Tour mit der Sängerin anfreunden könnte, will sie ihm unbedingt einen Platz sichern. Als sie von Damons Absicht erfährt, will sie ihn davon abhalten, zum Vorsprechen zu kommen. Sie fragt sich, was Candy an ihrer Stelle wohl tun würde, und kommt auf die Idee, Damons Fuß mit dem Hammer zu brechen, der Candy zu Lebzeiten gehörte. Elektra beauftragt mehrere Wintour-Mitglieder, den Plan durchzuführen, was aber kläglich scheitert. Zudem wird sie von Blanca beschimpft, als diese von ihrem Plan erfährt, deswegen beschließt Elektra, ihr Vorhaben aufzugeben. Schließlich erhalten weder Damon noch Ricky einen Tour-Platz. |           |                                  |                                  |                      |                                            |                       |                                            |
| 14 | 6         | Love's In Need Of Love Today     | Love's In Need Of Love Today     | 23. Juli 2019        | 30. Okt. 2019                              | Tina Mabry            | Brad Falchuk & Our Lady J                  |
| Prays Körper stößt Zidovudin ab, weswegen er ins Krankenhaus eingeliefert wird. Deswegen muss Blanca sein alljährliches Benefiz-Varieté für AIDS-Patienten organisieren. Auf diesem eröffnet sie dem Publikum, selbst unter der Krankheit zu leiden, und singt mit dem genesenden Pray im Duett Love's In Need Of Love Today von Stevie Wonder. Nach ihrem Auftritt ist Blanca überrascht, da Frederica ebenfalls für den guten Zweck singt und sie sogar freundlich behandelt und zum Abendessen einlädt. Sie ahnt nicht, dass dies nur ein Ablenkungsmanöver ist. Als Blanca zurückkommt, ist das Nagelstudio leergeräumt und verschlossen. Deswegen kommt die Ball-Gemeinschaft zu Fredericas Entsetzen zusammen, um dagegen zu protestieren. |           |                                  |                                  |                      |                                            |                       |                                            |
| 15 | 7         | Rückschläge                      | Blow                             | 30. Juli 2019        | 30. Okt. 2019                              | Jennie Livingston     | Janet Mock                                 |
| Pray und Blanca merken, dass sie in der Ball-Gemeinschaft nun als alt gelten. Deswegen ermutigen sie die jüngeren Mitglieder, eine Aktion von Act Up zu organisieren. Dabei sollen Lulu, Ricky und Damon Fredericas Haus mit einem übergroßen Kondom bedecken, um so gegen ihre finanzielle Ausbeute queerer Personen zu protestieren. Lulu gewinnt durch die Aktion an Selbstvertrauen, weswegen sie beschließt, ihr Studium wieder aufzunehmen und Buchhalterin zu werden. Währenddessen sind Angel und Lil' Papi in einer Vorstadt auf einer Party eingeladen, wo sie sich betrinken und Kokain konsumieren. Deswegen kommt Angel verspätet und darüber hinaus verkatert bei einem wichtigen Fotoshooting an. Dort macht sie eine unangenehme Begegnung mit Andre Taglioni, der in der ersten Folge der Staffel freizügige Fotos von ihr gemacht hatte. |           |                                  |                                  |                      |                                            |                       |                                            |
| 16 | 8         | Enthüllungen                     | Revelations                      | 6. Aug. 2019         | 30. Okt. 2019                              | Steven Canals         | Steven Canals                              |
| Ricky gesteht Pray, dass bei ihm ebenfalls HIV diagnostiziert wurde und er in seiner Beziehung mit dem dominanten Chris unglücklich ist. Dadurch kommen sie sich näher, eines Nachts übernachtet Ricky bei Pray und legt er sich zu ihm ins Bett, worauf die beiden Sex haben. Als Damon von Rickys Erkrankung und Beziehung zu Pray erfährt, ist er außer sich vor Wut. Kurze Zeit darauf wohnen alle Evangelista-Mitglieder sowie Pray seiner Abschluss-Zeremonie an der The New School bei. Als sie gemeinsam zu Abend essen, macht Angel gegenüber Damon eine ihn verärgernde Bemerkung, weswegen er ihren Kokain-Konsum preisgibt, was Blanca ohne Beweise aber nicht glauben möchte. Damon offenbart daneben auch Rickys HIV-Infektion und die Tatsache, dass die beiden früher auf Rickys Drängen hin nicht verhütet haben. Als Pray versucht, zu schlichten, macht Damon seine Beziehung zu Ricky öffentlich. Auf dem nächsten Ball erhalten sowohl Lil' Papi als auch Damon Trophäen, während sich Blanca nicht konzentrieren kann. Sie streitet sich danach heftig mit Pray, der ihr vorwirft, bestimmte House-Mitglieder zu bevorzugen, was sie fassungslos zurücklässt. Nach dem Streit betrinkt sich Pray zu Hause, Ricky kümmert sich um ihn und macht ihm am Morgen Frühstück. Später gesteht Angel ihren Drogenkonsum, verlässt freiwillig das House und zieht mit Lil' Papi in eine Wohnung. Damon erhält ein Angebot für eine Europa-Tournee mit Malcolm McLaren, weswegen er ebenfalls geht. Blanca ist nun alleine und sucht Trost bei Elektra. Diese versichert ihr, dass sie eine gute Mutter sei, da sich ihre Kinder weiterentwickeln, selbstständig werden und deswegen das House verlassen. Dies ist nur ein schwacher Trost für Blanca, die am Ende der Episode allein an ihrem Esstisch sitzt. |           |                                  |                                  |                      |                                            |                       |                                            |
| 17 | 9         | Das Leben ist ein Strand         | Life's a Beach                   | 13. Aug. 2019        | 30. Okt. 2019                              | Gwyneth Horder-Payton | Janet Mock & Our Lady J                    |
| Da ein Kunde von Elektra ein Strandhaus auf Long Island besitzt, lädt sie Blanca, Angel und Lulu ein, das Wochenende mit ihr dort zu verbringen. Blanca kommt dies gerade recht, da sie wegen eines Brands in ihrem Nagelstudio betrübt ist. Sie verdächtigt Frederica, da diese vor Kurzem die Versicherung verlängern ließ, allerdings kann ihr Blanca nichts nachweisen. Im Strandhaus sperrt Elektra ihren Kunden zu seiner Freude in einen Käfig in seiner Garage ein und fesselt ihn mit Latex-Bändern, um ungestört Spaß zu haben. Blanca schlägt vor, ins Meer zu gehen, Angel ist zunächst dagegen, da keine von ihnen schwimmen kann, fügt sich aber. Wenig später droht Blanca zu ertrinken, als sie noch rechtzeitig von einem Bademeister gerettet wird. Am selben Abend trifft sie den Mann in einem Restaurant. Er stellt sich als Adrian vor und bietet ihr an, zusammen spazieren zu gehen. Elektra, Angel und Lulu warnen Blanca ausdrücklich, da er sie vermutlich töten werde, wenn er ihre Geschlechtsidentität bemerkt. Blanca ignoriert dies und geht mit Adrian mit. Während des Spaziergangs erzählt Adrian Blanca von seinem Medizinstudium und sagt ihr, dass ihm ihre Geschlechtsidentität gleichgültig sei. Die beiden küssen sich und wollen sich auch in Zukunft miteinander treffen. Als Blanca dies den anderen erzählt, sind sie begeistert, da Blanca seit langem keine Beziehung mehr hatte. Am nächsten Tag sagt Elektra ihrem Kunden, dass er Glück habe, sich seine Einsamkeit aussuchen zu können. Sie hat Schuldgefühle, da sie keine Abschiedsvision von Candy hatte. Als sie mit Blanca, Angel und Lulu zurück in die Stadt fährt, erscheint schließlich erneut Candy, die Elektra für ihre Gemeinheiten zu Lebzeiten vergibt und mit den anderen Frauen zusammen das Lied Hold On von En Vogue singt. |           |                                  |                                  |                      |                                            |                       |                                            |
| 18 | 10        | In meinen High-Heels             | In My Heels                      | 20. Aug. 2019        | 30. Okt. 2019                              | Janet Mock            | Ryan Murphy & Brad Falchuk & Steven Canals |
| Im Mai 1991 führt Blanca ihr Nagelstudio in ihrer Wohnung weiter. Eines Tages bekommt sie Besuch von Pray, den sie seit fast einem Jahr nicht mehr gesehen hat. Sie gibt zu, sich einsam zu fühlen, worauf Pray sie auf einen Ball einlädt, was sie ablehnt. Blanca leidet zudem unter schwerem Husten, einige Zeit später wird sie ins Krankenhaus eingewiesen. Als Pray sie besucht, bittet sie ihn, ihre Besitztümer unter ihren Kindern zu verteilen, da sie nicht mehr weiterkämpfen wolle. Darauf bringt er Elektra, Angel und Lulu an ihr Krankenbett, die angeben, seit Monaten nicht mehr am Ball teilgenommen zu haben. Elektra beklagt sich, da trans Frauen die Szene aufgebaut hätten und die männlichen Veranstalter die alleinige Kontrolle darüber hätten. Deswegen schlägt Pray vor, dass er und seine Kollegen beim nächsten Ball antreten. Als Elektra ihnen beibringt, in High Heels zu laufen, geht Pray. Er gesteht Ricky, in seiner Kindheit für seine Feminität schikaniert worden zu sein, worauf Ricky ihn ermutigt, zu sich selbst zu stehen. Als Blanca unterdessen von Fredericas Festnahme wegen Brandstiftung erfährt, geht es ihr schlagartig besser, weswegen sie aus der Klinik entlassen wird. Damon bringt sie nach Hause, der in Paris als Tänzer sehr erfolgreich ist, ein eigenes House leitet und sie bittet, wieder Mutter zu werden. Währenddessen ist Angel verzweifelt, da sie wegen ihrer aufgedeckten Transgeschlechtlichkeit keine Aufträge mehr erhält. Als sie dies Lil' Papi erzählt, kommt ihm eine Idee: Er wird bei Angels Vorgesetzter Miss Ford vorstellig und bietet sich als Talent-Manager für trans Models an, was diese annimmt. Angel erhält kurz darauf einen Auftrag in Berlin, sie und Lil' Papi verloben sich auf dem Weg nach Deutschland. Einige Tage später findet der Ball statt, auf dem Elektra Mutter des Jahres wird. Auf diesem tritt überraschend Blanca auf, die unter Applaus Playback zur Whitney-Houston-Version der Nationalhymne singt. Danach formiert sich die Jury, unter anderem bestehend aus Blanca, Angel und Lulu. Pray tritt als Diana Ross auf und erhält bis auf eine Ausnahme von allen Jurymitgliedern eine Zehn. Nach dem Ball spricht Blanca die jungen Obdachlosen Quincy und Chilly an, denen sie anbietet, Mitglieder bei Evangelista zu werden. |           |                                  |                                  |                      |                                            |                       |                                            |

### Staffel 3
| Nr. (ges.) | Nr. (St.) | Deutscher Titel                    | Originaltitel                      | Erstausstrahlung USA | Deutschsprachige Erstausstrahlung (D/A/CH) | Regie         | Drehbuch                                                             |
| --- | --------- | ---------------------------------- | ---------------------------------- | -------------------- | ------------------------------------------ | ------------- | -------------------------------------------------------------------- |
| 19 | 1         | On the Run                         | On the Run                         | 2. Mai 2021          | 23. Sep. 2021                              | Janet Mock    | Steven Canals & Janet Mock                                           |
| Im Jahr 1994 reden Elektra und Blanca bei einem Ball über die Änderung, nach der Gewinner nun Preisgelder erhalten. Im Gegensatz zu den beiden ist Lemar davon begeistert, der nun sein eigenes, sich oft nicht an die Regeln haltendes House of Khan leitet. Am nächsten Tag verkündet Pray, sich als Organisator der Balls zurückzuziehen, da er wegen der AIDS-Pandemie alle Hoffnung verloren hat. In der Klinik besucht Blanca, die als Schwesternhelferin arbeitet, den AIDS-kranken Cubby, der von Lemar nicht besucht wird. Blanca eröffnet ihm, seine Mutter kontaktiert zu haben, die Cubby nicht sehen will, da sie negativ auf sein Coming-out reagiert hat, Blanca gelingt es jedoch, die beiden zu versöhnen. Zuhause sieht sie sich gemeinsam mit ihren Freunden O.J. Simpsons Verfolgungsjagd an, während sich Ricky mit Pray wegen dessen Alkoholproblem streitet, Damon zu Pray findet, da er ebenfalls Alkoholiker ist und Angel zusammen mit Lulu Crack-Marihuana raucht. Beim Abendessen schlägt Blanca vor, Evangelista beim nächsten Ball wieder zu vereinen, was die anderen annehmen. Danach geht sie zu ihrem Freund Christopher, der ihr gut zuredet, als sie ihm gesteht, wegen ihrer Legasthenie mit ihrem Wunsch, Krankenschwester zu werden, hadert, zudem stimmt sie trotz ihrer Angst vor deren Reaktion seinem Vorschlag zu, seine Eltern kennen zu lernen. In der Klinik stirbt Cubby im Beisein seiner Freunde und Mutter, als Lemar ankommt, streitet er sich mit den Anwesenden und trauert danach aufgelöst um seinen Freund. Beim Ball ist Evangelista siegreich, anschließend tritt Christopher zum ersten Mal die House-Mitglieder. Am Ende der Folge schreibt sich Blanca für die Schwesternschule am Manhattan Area Technical College ein.                                                           |           |                                    |                                    |                      |                                            |               |                                                                      |
| 20 | 2         | Intervention                       | Intervention                       | 2. Mai 2021          | 23. Sep. 2021                              | Steven Canals | Steven Canals & Our Lady J                                           |
| Blanca und Judy beschließen, für Pray eine Intervention abzuhalten. Während einer Probe mit der Suchtberaterin Leisa wird erwähnt, dass Damon aufgrund eines Rückfalls zu einem Cousin nach Charleston gezogen ist. Elektra schlägt vor, den Entzug mit dem Preisgeld des nächsten Balls zu bezahlen. Später bittet Lil' Papi Angel inständig, ihren Crack-Konsum einzustellen, während Elektra dasselbe von Lulu fordert. Beim Abendessen mit Christophers Eltern äußern diese sich, nachdem sie zunächst freundlich zu ihr waren, abschätzig über Blancas Herkunft. Beim Ball siegt Pray beim Lipsync, weswegen Lemar ihn mit einem Messer bedroht, allerdings wird die Veranstaltung unterbrochen, als Prays HIV-positiver Freund Castle nach Methadon-Konsum zusammenbricht. Danach beleidigt Lemar Pray, worauf dieser ihm ins Gesicht schlägt. Bei der Intervention konfrontiert Pray die Anwesenden mit ihren eigenen Problemen und geht. Danach schlägt Pray Ricky im Streit und wird von ihm verlassen. Unterdessen erfährt Angel von Lil' Papi, ein Angebot von Calvin Klein erhalten zu haben, allerdings will sie sich auf ihren Entzug konzentrieren, womit Lil' Papi einverstanden ist. Blanca wirft Christopher vor, sie vor seinen Eltern nicht verteidigt zu haben, weswegen er ein weiteres Abendessen vorschlägt. Als Angie, seine Mutter, Blanca erneut herablassend behandelt, wehrt diese sich und wird diesmal von Christopher unterstützt. Schließlich wird Pray wieder Mitglied im Organisations-Team der Balls und ist höchst alarmiert, als er erfährt, dass Castle nach seiner Genesung in ein Hotel gegangen ist. Pray findet Castle, der sich gegen den Suizid entschieden hat, die beiden beschließen, einen Entzug zu beginnen, weswegen Blanca Pray hilft, sich in einer entsprechenden Einrichtung anzumelden. |           |                                    |                                    |                      |                                            |               |                                                                      |
| 21 | 3         | The Trunk                          | The Trunk                          | 9. Mai 2021          | 23. Sep. 2021                              | Tina Mabry    | Janet Mock & Brad Falchuk                                            |
| 1978 beschließt Elektra nach einem Streit mit ihrer Mutter Tasha, endgültig auszuziehen, muss allerdings ihre Truhe zurücklassen. In der Gegenwart wird Elektra verhaftet, weil sie Informationen zu ihren BDSM-Kunden preisgeben soll. Da sie sich weigert, droht ihr die Polizei mit einer Wohnungsdurchsuchung. Elektra beauftragt daraufhin Blanca telefonisch, die Truhe mit der Leiche zu beseitigen, anschließend wird sie in einer Männer-Zelle inhaftiert. Als Blanca Lil' Papi und Ricky die Wahrheit beichtet, bringen sie die Truhe trotz Bedenken in Blancas Wohnung. Kurz darauf schwelgt Blanca in Erinnerungen: 1983 ist sie zusammen mit Lulu und Candy Mitglied bei Abundance, wobei das Geld sehr knapp ist. Eines Nachts bietet Elektra den Cousins Angel und Lemar sowie deren Freund Cubby am Hafen an, Mitglied im House zu werden. Kurz darauf begibt sich Elektra mit Blanca zu ihrer früheren Wohnung und nimmt die Truhe an sich, als sie von Tasha erwischt werden, schlägt sie ihrer Tochter vor, wieder bei ihr wohnen zu können, wenn sie ihre Persönlichkeit ändert, was Elektra verärgert ablehnt. Schließlich zieht Abundance in eine bessere Wohnung, Blanca findet heraus, dass Elektra bis auf ein Kindheitsfoto alle ihre Besitztümer aus der Truhe verkauft hat. In der Gegenwart weiht Blanca Christopher in das Geheimnis ein, begleicht Elektras Kaution und versenkt die Truhe im Abwasser. Nachdem Elektra dank Christophers Verbindungen nichts mehr zu befürchten hat, ist sie verärgert, da sie ihm nun was schulde. Blanca erklärt, dass sie und Elektra aufgrund dessen, was letztere in der Vergangenheit für sie getan hat, quitt seien, anschließend überreicht sie Elektra das alte Kindheitsfoto und erinnert sich mit ihr sich an ihren ersten gemeinsamen Ball.                          |           |                                    |                                    |                      |                                            |               |                                                                      |
| 22 | 4         | Take Me To Church                  | Take Me To Church                  | 16. Mai 2021         | 23. Sep. 2021                              | Janet Mock    | Janet Mock & Steven Canals & Brad Falchuk                            |
| Bei Pray wird ein Lymphom diagnostiziert, seine AIDS-Erkrankung macht eine Chemotherapie unmöglich, weswegen er laut seinem Arzt nur noch sechs Monate zu leben habe. Blanca und Judy schlagen vor, eine zweite Meinung einzuholen, während Pray in seine alte Heimatstadt Pittsburgh fährt. Dort besucht er seine Mutter Charlene. Die beiden haben ein schlechtes Verhältnis zueinander, da Pray in seiner Kindheit von seinem Stiefvater sexuell missbraucht wurde, obwohl Charlene davon wusste, hat sie ihn nicht verlassen. Nach einem Streit sieht Charlene ihr Fehlverhalten ein und bittet Pray um Vergebung. Danach trifft sich Pray in der Kirche mit seinen Tanten Latrice und Jada. Erstere sagt ihm, ihn trotz seiner „Sünde“ der Homosexualität zu lieben und für ihn zu beten, damit er nicht in die Hölle kommt. Charlene und ihre Schwestern werfen Pray vor, die Kirche mit seinem Weggang verraten zu haben, zudem habe sich Charlene um ihn gesorgt und ihn vermisst. Pray erwidert, dass er die Stadt verließ, weil er sich als schwuler Mann in seiner Gemeinde nicht sicher fühlte. Schließlich gesteht Jada Pray, vom Missbrauch gewusst, aber nichts dagegen unternommen zu haben. Sie entschuldigt sich bei ihrem Neffen und bietet ihm an, seine Anwältin zu werden, damit er die Entscheidungsgewalt über seine medizinischen Behandlungen behält. Danach trifft Pray auf Vernon, den Pastor der Gemeinde und seine Jugendliebe, der mit Ebony verheiratet ist, Prays bester Freundin aus Kindheitstagen. Bei einem Spaziergang im Park bietet Vernon Pray an, ihn zurück nach New York zu begleiten, da er seine alten Gefühle für ihn wiederentdeckt habe, allerdings entscheidet er sich schließlich doch für seine Frau und Kinder, weswegen Pray allein nach Hause fährt.                                      |           |                                    |                                    |                      |                                            |               |                                                                      |
| 23 | 5         | Something Borrowed, Something Blue | Something Borrowed, Something Blue | 23. Mai 2021         | 23. Sep. 2021                              | Steven Canals | Brad Falchuk & Steven Canals                                         |
| Elektra erklärt, der Mafia beim Waschen von Drogen-Geld zu helfen, im Gegenzug haben die Mafiosi sie beim Franchising ihrer Telefonsex-Hotline unterstützt. Dadurch verfügt Elektra nun über sehr viel Geld, mit dem sie Blanca, Lulu und Angel Kleider sowie Wellness-Aufenthalte spendiert. Zudem erklärt sie sich bereit, Angels Hochzeit zu finanzieren. Deswegen begleiten Blanca, Elektra und Lulu Angel in ein Brautmodengeschäft, wo diese Kleider anprobiert, die die anderen kritisch begutachten, zudem wollen sie auch Brautkleider für die Gäste bei Angels Junggesellinnenabschied kaufen. Als der Ladenbesitzer hinzukommt, weigert er sich, ihnen die Kleider auszuhändigen. Nachdem Elektra ihn zunächst beschimpft, schickt sie später einige Mafiosi los, die den Laden ausrauben und die Brautkleider an sich nehmen. Zudem wird Elektra von Lulu kritisiert, die von ihr wegen ihres Drogenkonsums immer noch streng behandelt wird. Lulu fordert von Elektra, sie verständnis- und liebevoll zu behandeln, danach wirft sie ihren Freunden vor, sie nach Candys Tod nicht genug unterstützt zu haben, weil sie wegen ihrer engen Bindung am meisten um diese trauert und versucht, ihren Schmerz mit den Drogen loszuwerden. Kurz nach der Feier bekommt Lil' Papi Besuch von Jimena, der Schwester seiner Ex-Freundin Marisol. Dieser ist an einer Überdosis gestorben, weswegen sich Jimena um deren Sohn Beto kümmert, dessen Vater Lil' Papi ist und von dem er nichts wusste. Angel glaubt, dass Jimena lügt und nur Geld von ihnen will, während Lil' Papi Beto adoptieren will, was Angel ablehnt und die Wohnung wütend verlässt. |           |                                    |                                    |                      |                                            |               |                                                                      |
| 24 | 6         | Something Old, Something New       | Something Old, Something New       | 30. Mai 2021         | 23. Sep. 2021                              | Janet Mock    | Janet Mock                                                           |
| Lil' Papi kümmert sich liebevoll um Beto, so ermutigt er ihn, als er sich traurig fühlt, zu weinen, weil dies auch für Jungen vollkommen in Ordnung sei. Im Gegensatz dazu hat Angel ein schlechtes Verhältnis zu ihrem Vater Carlos. Obwohl er sie nach ihrem Coming-out des Hauses verwiesen hat, schickt sie ihm immer noch gelegentlich Geld, da sie sich dazu verpflichtet fühlt. Bei einem Treffen der beiden benutzt er mehrmals männliche Pronomen im Bezug auf seine Tochter und hört ihr nicht wirklich zu. Schließlich beschließt Angel, Carlos in Zukunft nicht mehr zu kontaktieren, und kehrt zu Lil' Papi und Beto zurück. Als Lil' Papi einkaufen geht, ist Angel allerdings mit dem Kind heillos überfordert, weswegen sie Blanca um Hilfe bittet. Kurz darauf eröffnet Pray Blanca, aufgrund einer Infektion langsam seine Sehkraft zu verlieren, während sich Lulu von ihrem Freund Jerome trennt, der einen schlechten Einfluss auf sie ausübt. Am Tag der Hochzeit hält Lil' Papi gegenüber seinen Brautzeugen Pray, Lemar und Ricky eine Rede, während der auch Cubbys Geist anwesend ist. In der Zwischenzeit erhält Angel ihre Brautgeschenke: Blanca gibt ihr das Kochbuch ihrer Mutter, Elektra einen Pelzmantel und Lulu ihre AA-Münze als Zeichen ihrer eigenen und Angels Abstinenz. Angel bekommt auch Candys alten Hammer, worauf diese ihr erscheint und vor der Hochzeit gut zuredet. Schließlich werden Angel und Lil' Papi von Pray verheiratet, wobei Lil' Papi statt eines Gelübdes I Swear von All-4-One darbietet, was ihm die anderen Gäste gleichtun, danach fährt das Brautpaar zusammen mit Beto an den Strand. |           |                                    |                                    |                      |                                            |               |                                                                      |
| 25 | 7         | Series Finale                      | Series Finale (Part I)             | 6. Juni 2021         | 23. Sep. 2021                              | Steven Canals | Ryan Murphy & Brad Falchuk & Steven Canals & Janet Mock & Our Lady J |
| Als neueste Behandlungsmethode für AIDS werden Studien mit Patienten durchgeführt, die einen Medikamentencocktail verabreicht bekommen. Pray und Blanca bewerben sich als Testpersonen, werden aber abgelehnt, ohnehin sind kaum Afroamerikaner oder Hispanics unter den Teilnehmenden. Deswegen beschließen Blanca, Judy und Christopher, dagegen vorzugehen. Zusammen mit anderen Act-Up-Aktivisten protestieren sie vor dem Gebäude der FDA friedlich gegen ein Ende der Diskriminierung nicht-weißer, an AIDS erkrankter Personen, wobei sie von der Polizei gewaltsam zu Boden gebracht werden. Bei einer weiteren Demonstration verstreuen sie die Asche Verstorbener im Garten des Bürgermeisters. Durch diese Aktionen lenken die Pharmaindustrie sowie die Krankenhausleitung schließlich ein, wodurch Blanca und Pray zwei Plätze bekommen. Kurz darauf verbessert sich Prays und Blancas Gesundheit erheblich, zudem kommt Pray wieder mit Ricky zusammen und lädt ihn ein, mit ihm Mitglied beim Gay Men’s Choir der Stadt zu werden. Nach einem Ball, auf dem Blanca und Pray zusammen Ain't No Mountain High Enough in der Version von Diana Ross singen, sitzt Pray in seiner Wohnung vor seinem Schminkspiegel, während er ruhig und langsam sein Make-up entfernt, ist im Hintergrund I Say a Little Prayer in der Version von Aretha Franklin zu hören, anschließend sieht er zufrieden sein Spiegelbild an. Am nächsten Morgen besucht Ricky Pray, den er leblos im Bett vorfindet und erfolglos wieder zu beleben versucht. |           |                                    |                                    |                      |                                            |               |                                                                      |
| 26 | 8         | Series Finale                      | Series Finale (Part II)            | 6. Juni 2021         | 23. Sep. 2021                              | Steven Canals | Ryan Murphy & Brad Falchuk & Steven Canals & Janet Mock & Our Lady J |
| Ricky ist völlig aufgelöst, da Pray ihm aufgrund Läsionen auf seiner Brust, die ein Symptom der Ausbreitung von AIDS im Körper sind, seine Medikamente überließ, obwohl er Ricky gegenüber behauptete, noch genug Tabletten übrig zu haben. Wegen der Absetzung seiner Medikamente ist Pray schließlich seiner AIDS-Erkrankung erlegen. Kurz nach Prays Tod bekommt Blanca Besuch von seiner Mutter. Diese erklärt Blanca, dass sie für ihn nicht nur eine gute Freundin, sondern auch eine Schwester sowie Mutterfigur war. Etwas später überreicht Blanca ihren Freunden Medaillons, in denen sich Prays Asche befindet, und liest ihnen persönliche Widmungen vor, die er vor seinem Tod für sie verfasste. Danach springt die Handlung ins Jahr 1998: Blanca ist jetzt offiziell eine Krankenschwester, während Judy als Kinderschwester arbeitet. Bei ihrer Arbeit begegnet Blanca der jungen Safari, die in New York niemanden hat und HIV-positiv ist. Blanca bietet ihr an, Mitglied bei Evangelista zu werden, das nun von Ricky geleitet wird. Danach gehen Blanca, Elektra, Angel und Lulu Mittag essen, wobei sie sich über eine neue Fernsehserie lustig machen, zudem erklärt Elektra, neben ihrem Hotline-Imperium auch ins Camgirl-Geschäft einzusteigen und mit ihrem Profit andere trans Frauen zu unterstützen. Am Abend wird Blanca zur Ballroom-Legende ernannt, zudem treten fast alle Anfangs-Mitglieder von Evangelista noch einmal gemeinsam auf. Anschließend hält Blanca vor den neuen Ballroom-Mitgliedern, unter anderem Safari, eine Rede über die Wichtigkeit der Kultur, wobei Prays Geist ihr zusieht. |           |                                    |                                    |                      |                                            |               |                                                                      |

## Rezeption
Die Serie erreichte in der Internet Movie Database eine Bewertung von 8,5 Sternen basierend auf 3725 abgegebenen Stimmen. Auf Rotten Tomatoes bekam die erste Staffel anhand von 76 Kritikerstimmen eine Bewertung von 96 Prozent, bei den Benutzern 85 Prozent bei 515 Stimmen. Die zweite Staffel erhielt ebenfalls eine Kritiker-Wertung von 97 Prozent basierend auf 33 Kritiken sowie einen Zuschauer-Wert von 90 Prozent anhand von 102 Stimmen. Bei Metacritic wurde die Serie mit 76 Prozent ebenfalls positiv bewertet (Stand: 30. Oktober 2019).
Die Serie wurde insbesondere von der LGBT-Community gelobt, da sie von allen Fernsehserien weltweit die meisten transgeschlechtlichen Figuren aufweist. Ein Großteil der Hauptcharaktere wird von transgeschlechtlichen Schauspielern dargestellt, was im (amerikanischen) Fernsehen nicht üblich ist. Außerdem wurde die Diversität der Serie positiv hervorgehoben, da viele der Charaktere afroamerikanische beziehungsweise lateinamerikanische Wurzeln besitzen.
Richard Lawson lobte in Vanity Fair die Serie als „engagiertes Porträt sowohl dunkler als auch fröhlicher Tage. Schmerz und Ausdauer werden hier vereint, um etwas zu erschaffen, das fantastisch und doch bescheiden ist.“ Daher sei Pose „schon längst überfällig“.
Matt Zoller Seitz, ein Redakteur der New York, bewertete die Produktion ebenfalls positiv, da sie „amerikanischen Zuschauern eine Welt zeigt, die im Fernsehen noch nie so ausführlich und mit so einem großen Budget visualisiert wurde. Die Kamera schwenkt herauf und herab wie in ein einem Scorsese-Epos, sowohl in den Innen- als auch in den Außenszenen. Es ist offensichtlich, dass FX keine Kosten gescheut hat, um die Kleider, Autos, Straßen, Reklametafeln und sogar die charakteristischen gelb-braunen Straßenlaternen korrekt darzustellen.“
Willa Paskin von Slate bewertete Pose eher negativ. Obwohl sie von Ryan Murphy, einem der „derzeit klügsten“ Autoren stamme, wirke die Serie wie ein „Lehrbeispiel“. Zugleich seien viele der Figuren „starke Frauen und Transgender-Vorbilder“ und hätten dennoch „unverkennbar negative“ Charakterzüge.

„Pose kann man nicht nur wegen ihrer beispiellosen Besetzung von Transgender-Darstellern und -Darstellerinnen als radikal bezeichnen. Sie ist auch eine atemberaubende Mischung aus queerer Achtzigerjahre-Seifenoper und sensiblem Aids-Drama mit dem schwindelerregenden Geist eines Baz-Luhrmann-Musicals. Eine Mischung, an die sich Hollywood bisher nicht gewagt hat.“

„Pose zeichnet ein beeindruckendes Bild der gesellschaftlichen Extreme in einer überdrehten Stadt, einem überdrehten Land. Damit ist die Serie brandaktuell und kommentiert auch die derzeitige Lage der gespaltenen Vereinigten Staaten von Amerika. Aber viel mehr so, dass sie Ektase [sic] und Depression als systematischen Dauerzustand denn als kurzfristiges Phänomen deutet. (...)
Dabei greift Pose aber auch die gesellschaftlichen Themen der 80er-Jahre und die LGTB-Subkultur in den USA auf: Verhütung, Aids, Gender, Geschlechtsoperationen, Drogen, Fashion-Shows und Diskriminierung. (...) Für den durchschnittlichen heterosexuellen, weißen Europäer ist das alles sehr weit weg. Netflix bewirbt die Serie hierzulande deshalb sehr zurückhaltend. Dabei zeigt sie Unbekanntes und hilft, die Vereinigten Staaten und ihre Menschen zu verstehen. (...) Pose ist eine zutiefst emphatische Serie – Party und Kontemplation zugleich –, die zeigt, was es heißt, Amerikaner, homosexuell, schwarz, sterbenskrank oder alles zusammen zu sein. Eine Serie, die Verständnis und Mitgefühl weckt – und sicher zum Besten gehört, was wir 2019 auf dem Serienmarkt zu sehen bekommen.“

## Auszeichnungen und Nominierungen (Auswahl)
American Film Institute Award
- Top TV Programmes of the Year 2018
- Top TV Programmes of the Year 2019

Artios Award
- Artios Award 2020

- Auszeichnung: Bestes Casting der ersten Staffel einer Drama-Serie

- Artios Award 2021

- Nominierung: Bestes Casting – Drama-Serie

- Artios Award 2022

- Nominierung: Bestes Casting – Drama-Serie

Black Reel Television Award
- Black Reel Television Award 2020

- Auszeichnung: Beste Drama-Serie
- Auszeichnung: Beste Regie – Drama-Serie, für Janet Mock
- Nominierung: Bester Hauptdarsteller – Drama-Serie, für Billy Porter
- Nominierung: Bestes Drehbuch – Drama-Serie, für Janet Mock und Ryan Murphy

Critics’ Choice Television Award
- Critics’ Choice Television Awards 2019

- Nominierung: Beste Drama-Serie
- Nominierung: Bester Hauptdarsteller in einer Fernsehserie, für Billy Porter

- Critics’ Choice Television Awards 2020

- Nominierung: Beste Drama-Serie
- Nominierung: Bester Hauptdarsteller – Drama-Serie, für Billy Porter
- Nominierung: Beste Hauptdarstellerin – Drama-Serie, für MJ Rodriguez

- Critics’ Choice Television Awards 2022

- Nominierung: Beste Drama-Serie
- Nominierung: Bester Hauptdarsteller in einer Drama-Serie, für Billy Porter
- Nominierung: Beste Hauptdarstellerin in einer Drama-Serie, für MJ Rodriguez

Emmy
- Primetime-Emmy-Verleihung 2019

- Auszeichnung: Bester Hauptdarsteller in einer Fernsehserie – Drama, für Billy Porter
- Nominierung: Beste Fernsehserie – Drama

- Primetime-Emmy-Verleihung 2020

- Nominierung: Bester Hauptdarsteller in einer Fernsehserie – Drama, für Billy Porter

- Primetime-Emmy-Verleihung 2021

- Nominierung: Beste Fernsehserie – Drama
- Nominierung: Beste Hauptdarstellerin in einer Fernsehserie – Drama, für MJ Rodriguez
- Nominierung: Bester Hauptdarsteller in einer Fernsehserie – Drama, für Billy Porter
- Nominierung: Beste Regie einer Fernsehserie – Drama, für Steven Canals
- Nominierung: Bestes Drehbuch einer Fernsehserie – Drama, für Steven Canals, Brad Falchuk, Janet Mock, Ryan Murphy und Our Lady J

GLAAD Media Award
- GLAAD Media Award 2019

- Auszeichnung: Beste Drama-Serie

- GLAAD Media Award 2020

- Auszeichnung: Beste Drama-Serie

Golden Globe Award
- Golden Globe Awards 2019

- Nominierung: Beste Fernsehserie – Drama
- Nominierung: Beste Hauptdarsteller in einer Fernsehserie – Drama, für Billy Porter

- Golden Globe Awards 2020

- Nominierung: Beste Hauptdarsteller in einer Fernsehserie – Drama, für Billy Porter

- Golden Globe Awards 2021

- Nominierung: Beste Fernsehserie – Drama
- Nominierung: Beste Hauptdarsteller in einer Fernsehserie – Drama, für Billy Porter
- Nominierung: Beste Hauptdarstellerin in einer Fernsehserie – Drama, für MJ Rodriguez

- Golden Globe Awards 2022

- Auszeichnung: Beste Hauptdarstellerin in einer Fernsehserie – Drama, für MJ Rodriguez
- Nominierung: Beste Fernsehserie – Drama
- Nominierung: Beste Hauptdarsteller in einer Fernsehserie – Drama, für Billy Porter

Gotham Award
- Gotham Award 2018

- Nominierung: Breakthrough Series – Long Form

Imagen Award
- Imagen Award 2019

- Auszeichnung: Bestes Primetime-Programm – Drama
- Auszeichnung: Beste Hauptdarstellerin in einer Fernsehserie, für MJ Rodriguez
- Nominierung: Bester Nebendarsteller in einer Fernsehserie, für Angel Bismarck Curiel

- Imagen Award 2020

- Nominierung: Bestes Primetime-Programm – Drama
- Nominierung: Beste Hauptdarstellerin in einer Fernsehserie, für MJ Rodriguez
- Nominierung: Bester Regisseur einer Fernsehserie, für Steven Canals

- Imagen Award 2021

- Auszeichnung: Bestes Primetime-Programm – Drama
- Auszeichnung: Bester Hauptdarstellerin in einer Fernsehserie, für MJ Rodriguez
- Nominierung: Bester Regisseur einer Fernsehserie, für Steven Canals

Make-Up Artists and Hair Stylists Guild Award
- Make-Up Artists and Hair Stylists Guild|Make-Up Artists and Hair Stylists Guild Award 2020

- Nominierung: Best Period and/or Character Hair Styling

MTV Movie Awards
- MTV Movie & TV Awards 2019

- Nominierung: Bester Newcomer, für MJ Rodriguez

NAACP Image Award
- NAACP Image Award 2020

- Nominierung: Bester Hauptdarsteller – Drama-Serie, für Billy Porter

Outfest
- Outfest Legacy Award 2018

- Auszeichnung: Trailblazer Award

Peabody Award
- Peabody Award 2019

- Auszeichnung: Kategorie Unterhaltung

World Soundtrack Award
- World Soundtrack Award 2018

- Nominierung: Bester Fernsehkomponist des Jahres, für Mac Quayle

Writers Guild of America Award
- Writers Guild of America Award 2019

- Nominierung: Beste neue Fernsehserie